# Vestdarfur
Vestdarfur (arabisk: غرب دارفور; oversat: Gharb Darfur) er en af Sudans 15 delstater (wilayat). Befolkningen udgjorde 1.007.000 indbyggere i 2006 på et areal på 79.460 kvadratkilometer.
Den administrative hovedby er Ouaou.

## Administrativ inddeling
Delstaten er inddelt i tolv mahaliyya:
1. Al Geneina
2. Azoum
3. Beida
4. Habila
5. Kerenek
6. Kulbus
7. Mukjar
8. Nertiti
9. Sirba
10. Um Dukhun
11. Wadi Salih
12. Zalingei